# Hamburg Sea Devils
De Hamburg Sea Devils (of simpelweg de Sea Devils) was een professioneel American footballteam uit Hamburg, Duitsland. Ze speelden in de NFL Europa, een spin-off van de NFL, dat in de lente plaatsvond in Europa.
Het team werd opgericht in 2005 en speelde de thuiswedstrijden in de AOL Arena, het stadion waar ook de voetbalclub Hamburger SV zijn thuiswedstrijden speelt.
In hun korte bestaan hebben de Sea Devils nog nooit de finale van de World Bowl bereikt. De beste prestatie in de NFL Europa was een 4e plaats in de competitie in 2004. Met het opheffen van de NFL Europa in 2007 verdween ook het Hamburgse team.

## Resultaten per seizoen
W = Winst, V = Verlies, G = Gelijk, R = Competitieresultaat
| Seizoen                         | W  | V  | G | R                    | Playoff resultaat    |
| ------------------------------- | -- | -- | - | -------------------- | -------------------- |
| Hamburg Sea Devils (NFL Europe) |    |    |   |                      |                      |
| 2005                            | 5  | 5  | 0 | 4e plaats            | --                   |
| 2006                            | 3  | 6  | 1 | 5e plaats            | --                   |
| Hamburg Sea Devils (NFL Europa) |    |    |   |                      |                      |
| 2007                            | 7  | 3  | 0 | 2e plaats            | world bowl gewonnen  |
| Totaal                          | 13 | 14 | 1 | (inclusief playoffs) | (inclusief playoffs) |